# Petroselinum segetum
Petroselinum segetum (salsa-das-searas) é uma espécie de planta com flor pertencente à família Apiaceae. 
A autoridade científica da espécie é (L.) W.D.J.Koch, tendo sido publicada em Nova Acta Phys.-Med. Acad. Caes. Leop.-Carol. Nat. Cur. 12(1): 128. 1824.

## Portugal
Trata-se de uma espécie presente no território português, nomeadamente em Portugal Continental.
Em termos de naturalidade é nativa da região atrás indicada.

## Protecção
Não se encontra protegida por legislação portuguesa ou da Comunidade Europeia.